# Gastromancie
La gastromancie est l'art divinatoire de prédire l'avenir par les mouvements de l'eau dans un vase. 

## Description
La gastromancie se pratiquait en utilisant des vases de verre ronds et remplis d'eau placés entre des cierges allumés. Divers mots étaient prononcés et des présages étaient alors tirés d'après l'observation des figures formées par la lumière dans l'eau. 